# Faces of Stone
Faces of Stone è un singolo del cantautore britannico David Gilmour, pubblicato il 6 novembre 2015 come terzo estratto dal quarto album in studio Rattle That Lock.

## Video musicale
Il videoclip, girato interamente in bianco e nero, è stato pubblicato il 27 ottobre 2015 attraverso il canale YouTube di Gilmour e alterna scene tratte da vari film del passato con altre nelle quali il musicista esegue il brano in studio di registrazione.

## Tracce
Testi e musiche di David Gilmour.
CD promozionale (Regno Unito)
1. Faces of Stone (Radio Edit) – 3:53

## Formazione
Musicisti
- David Gilmour – voce, chitarra, tastiera, pianoforte
- Phil Manzanera – organo Hammond, chitarra acustica, elementi di tastiera
- Damon Iddins – fisarmonica, tastiera calliope
- Steve DiStanislao – batteria, percussioni
- Danny Cummings – percussioni
- Eira Owen – corno francese
- Zbigniew Preisner – orchestrazione e arrangiamenti orchestrali
- Robert Ziegler – conduzione orchestra
- Rolf Wilson – leader orchestra

Produzione
- David Gilmour – produzione, ingegneria del suono, missaggio
- Phil Manzanera – produzione
- Andy Jackson – ingegneria, missaggio, registrazione coro
- Damon Iddins – assistenza tecnica, registrazione coro
- Mike Boddy – ingegneria del suono aggiuntiva presso i Gallery Studios
  - Andres Mesa – assistenza tecnica
- Geoff Foster – ingegneria parti orchestrali
  - Laurence Anslow – assistenza tecnica
  - John Prestage – assistenza tecnica
- James Guthrie – mastering